# Arló
Arló (hongrois : Arló [ˈɒrloː] ; slovaque : Orlov) est une localité hongroise située dans le comitat de Borsod-Abaúj-Zemplén.

## Nom et attributs

### Toponymie
Le nom d'Arló proviendrait probablement du mot orlov, issu de l'ancien slave, signifiant « aigle ». Cette origine suggère une influence linguistique slave ancienne dans la région.

## Site et localisation

### Topographie et hydrographie
Arló est située dans la vallée du Hódos, dans une région vallonnée, à 3 kilomètres au sud d'Ózd et à environ 60 kilomètres à l'ouest de Miskolc. La localité est traversée par la route nationale 25, qui relie Eger à Ózd, et par la route secondaire 23 114, qui se détache vers le nord-ouest au kilomètre 62+300 pour rejoindre Borsodszentgyörgy. Parmi ses communes voisines, Járdánháza se trouve à 3 kilomètres au sud, tandis que Borsodszentgyörgy est située à 6 kilomètres au nord-ouest.
Le lac d'Arló, d'une superficie de 8,5 hectares, est un élément emblématique du paysage local. Il s'est formé au début du XXe siècle, lorsqu'un glissement de terrain, causé par l'exploitation minière, a déplacé les couches de grès du Csahó-hegy. Cet effondrement naturel a bloqué le cours du ruisseau, donnant naissance à ce plan d'eau unique.

## Histoire
Arló s'est formée au XIe siècle et appartenait alors au clan Miskolc. Sa première mention écrite remonte à 1268, sous le nom d'Arlo.
À ses débuts, la population locale vivait principalement de l'exploitation du bois et de la production de charbon de bois. Au XVIIe siècle, des Roms s'installèrent dans la localité, et aujourd'hui, ils représentent environ 50 % de la population.
Au XIXe siècle, Fényes Elek décrivait Arló comme un village hongrois de Borsod, composé de deux anciennes localités fusionnées, Nagy-Arló et Egyházas-Arló. Selon lui, le village comptait alors 1 184 habitants, majoritairement catholiques romains, avec une ancienne église et un curé local. La commune possédait un territoire agricole important, comprenant 7 680 hectares de forêts, 1 975 hectares de terres arables, ainsi que des gisements de charbon et des carrières de pierre. Parmi les familles nobles propriétaires de terres dans la région, on trouvait les Jankovich, Jekelfalusi, Somosközy, Plathy, Leszkáry, Bethlen, Helebrant, Susay, Losonczy et Kolosy, entre autres.
Avec l'industrialisation et le développement des usines à Ózd et Borsodnádasd, la population d'Arló augmenta progressivement. Cependant, la crise du secteur industriel à partir des années 1990 entraîna un exode important, de nombreux habitants quittant le village pour s'installer à Miskolc, Eger ou Budapest. Ceux qui restèrent furent nombreux à devoir faire la navette vers ces villes pour travailler.
En 1994, les Petites Sœurs de Saint François s'installèrent à Arló et commencèrent à soutenir les familles défavorisées à travers la fondation Elfogadlak, en mettant l'accent sur l'éducation des enfants. À partir de l'été 2020, la Compagnie de Jésus (Jésuites) lança une mission auprès de la communauté rom dans les quartiers défavorisés de Kisfalu et Csahó. Ce programme, appelé Jezsuita Jelenlét Arló, s'inscrit dans le plan gouvernemental pour les localités en difficulté et s'inspire de la méthodologie de la Fondation des Chevaliers de Malte, visant à aider les familles à sortir du chômage, du manque d'éducation et de la précarité du logement.
En octobre 2021, le projet vit l'ouverture du Jelenlét Ház, un centre communautaire où sont organisés des ateliers parents-enfants, des séances de tutorat pour les élèves, des cours de danse et de musique, ainsi qu'un espace d'aide administrative. Le centre propose également des installations de lavage et de bain pour les habitants dans le besoin.

## Population

### Minorités culturelles et religieuses
En 2001, la population d'Arló était composée à 70 % de Hongrois et à 30 % de Roms, avec la présence de quatre Slovaques recensés dans la commune.
Lors du recensement de 2011, 86,1 % des habitants se déclaraient Hongrois, tandis que 19,9 % s'identifiaient comme Roms (en raison des identités multiples, le total peut dépasser 100 %). Concernant l'appartenance religieuse, 66,7 % se déclaraient catholiques romains, 1 % réformés, 0,5 % grecs-catholiques, et 7,5 % sans confession, tandis que 22,5 % des habitants n'ont pas répondu à la question.
En 2022, la population d'Arló était majoritairement hongroise (91,6 %), avec une présence notable de Roms (9,3 %), ainsi que de petites communautés allemandes (0,3 %), arméniennes, slovaques, grecques et polonaises (0,1 % chacune). Une proportion de 0,8 % appartenait à une autre nationalité étrangère non précisée, et 8,4 % des habitants n'ont pas déclaré leur appartenance ethnique.
Concernant la répartition religieuse, 54,9 % des habitants se déclaraient catholiques romains, 0,5 % réformés, 0,5 % grecs-catholiques, 1,7 % autres chrétiens, tandis que 10,9 % se déclaraient sans confession. Un taux important de 30,6 % des habitants n'a pas répondu à cette question.

## Patrimoine local
(août 2025).
Arló possède plusieurs sites d'intérêt qui témoignent de son patrimoine historique et naturel.
L'église catholique Saint-Michel, classée monument historique, a été construite dans un style baroque tardif. Elle constitue l'un des édifices religieux les plus remarquables de la commune.
Le lac d'Arló, né d'un glissement de terrain, est un site naturel emblématique du village. Niché dans un cadre pittoresque, il est aujourd'hui un lieu prisé pour la baignade et la pêche. Ses rives sont bordées de chalets de loisirs et de cabanes de pêcheurs, offrant un cadre agréable pour les visiteurs.
Le musée ethnographique (Tájház) permet aux visiteurs de découvrir les traditions locales et le mode de vie rural d'autrefois.
Chaque début juillet, Arló accueille un camp artisanal, où des artisans et créateurs locaux transmettent leur savoir-faire dans un cadre convivial et éducatif.

## Jumelages
| Ville | Ville      | Pays | Pays      |
| ----- | ---------- | ---- | --------- |
|       | Bretka     |      | Slovaquie |
|       | Corund (d) |      | Roumanie  |
|       | Hnúšťa     |      | Slovaquie |